# Kevin Toth
Kevin Toth, né le 29 décembre 1967 à Cleveland est un athlète américain, spécialiste du lancer du poids. 
Malgré un palmarès international vierge, il est le dixième meilleur lanceur de l'histoire grâce à un lancer à 22,67 m en 2003 à Lawrence.

## Carrière
Au printemps 2003, à la suite des investigations de l'affaire Balco, son nom apparaît dans une liste de clients du laboratoire fournissant stéroïdes et hormones de croissance à certains sportifs.